# Jean-Pierre Sauret
Pas d'image ? Cliquez ici

a Compétitions nationales et continentales officielles uniquement.

b Matchs officiels uniquement.
Jean-Pierre Sauret, né le 29 janvier 1946 à Aurillac et mort le 27 juillet 2000 à Octon, est un joueur de rugby à XV et de rugby à XIII dans les années 1960, 1970 et 1980.

## Biographie
Après des débuts en rugby à XV avec Tulle, il change de code de rugby en 1970 à 24 ans pour rejoindre le XIII Catalan. Il y remporte la Coupe de France en 1976 et 1978.
En 1978, il tient des propos désagréables à l'égard du président de la Fédération française de rugby à XIII René Mauries lors d'une allocution officielle de ce dernier amenant le comité directeur à le suspendre deux années. Il revient au jeu après réduction de peine sous les couleurs de Carcassonne avec lequel il termine sa carrière.
Fort de ses performances en club, il est sélectionné à 17 reprises en équipe de France entre 1971 et 1978 disputant les Coupes du monde 1972, 1975 et 1977.
Après sa carrière, il retourne à Villefranche où il tient un café place de la République puis un bar place Saint-Jean. Il décède en 2000 d'un malaise cardiaque.

## Palmarès
- Collectif : 
  - Vainqueur de la Coupe d'Europe des nations : 1977 (France).
  - Vainqueur de la Coupe de France : 1976 et 1978 (XIII Catalan).
  - Finaliste du Championnat de France : 1978 (XIII Catalan).
  - Finaliste de la Coupe de France : 1977 (XIII Catalan) et 1980 (Carcassonne).